# Donvuhíl·lia
Donvuhíl·lia (ucraïnès: Донвугілля, rus: Донуголь, Donúgol) va ser una empresa estatal minera de carbó situada a Donetsk. La producció de carbó en 2001 va ser de 4 095,002 mil tones.